# جونز كريك (تكساس)
جونز كريك (بالإنجليزية: Jones Creek)‏ هي مدينة أمريكية تقع في ولاية تكساس.تبلغ مساحة هذه المدينة 6.8 (كم²)،ويبلغ عدد سكانها 2130 نسمة حسب إحصاء سنة 2010 م. تشير إحصاءات سنة 2000م بأن الكثافة السكانية في هذه المدينة تقدر بـ(313.5) نسمة/كم2.

## التركيبة السكانية
حدّد مكتب تعداد الولايات المتحدة بيانات التركيبة السكانية لجونز كريك في تعداد الولايات المتحدة. في ما يلي، التركيبة السكانية حسب تعدادي 2000 و2010.

### تعداد عام 2000
بلغ عدد سكان جونز كريك 2,130 نسمة بحسب تعداد عام 2000، وبلغ عدد الأسر 772 أسرة وعدد العائلات 607 عائلة مقيمة في القرية. في حين سجلت الكثافة السكانية 323.7 نسمة لكل كيلومتر مربع (838.4/ميل2). وبلغ عدد الوحدات السكنية 835 وحدة بمتوسط كثافة قدره 126.9 لكل كيلومتر مربع (328.7/ميل2).
وتوزع التركيب العرقي للقرية بنسبة 88.08% من البيض و0.52% من الأمريكيين الأفارقة و0.28% من الأمريكيين الأصليين و0.61% من الأمريكيين ذوي الأصول الآسيوية و8.26% من الأعراق الأخرى و2.25% من عرقين مختلطين أو أكثر و18.17% من الهسبانيون أو اللاتينيون من أي عرق.
بلغ عدد الأسر 772 أسرة كانت نسبة 39.8% منها لديها أطفال تحت سن الثامنة عشر تعيش معهم، وبلغت نسبة الأزواج القاطنين مع بعضهم البعض 67.6% من أصل المجموع الكلي للأسر، ونسبة 6.1% من الأسر كان لديها معيلات من الإناث دون وجود شريك، بينما كانت نسبة 4.9% من الأسر لديها معيلون من الذكور دون وجود شريكة وكانت نسبة 21.4% من غير العائلات. تألفت نسبة 18.4% من أصل جميع الأسر من عدة أفراد يعيشون في نفس المنزل ونسبة 9.1% كانت تتألف من شخص يعيش بمفرده يبلغ من العمر 65 عاماً أو أكثر. وبلغ متوسط حجم الأسرة المعيشية 2.76، أما متوسط حجم العائلات فبلغ 3.14.
بلغ العمر الوسطي للسكان 37.4 عاماً. وكانت نسبة 29.3% من القاطنين تحت سن الثامنة عشر، وكانت نسبة 5.7% بين الثامنة عشر والرابعة والعشرين عاماً، ونسبة 26.4% كانت واقعةً في الفئة العمرية ما بين الخامسة والعشرين والرابعة والأربعين عاماً، ونسبة 26.2% كانت ما بين الخامسة والأربعين والرابعة والستين، ونسبة 12.3% كانت ضمن فئة الخامسة والستين عاماً فما فوق. يوجد لكل 100 أنثى 105.8 ذكر، ويوجد لكل 100 أنثى في الثامنة عشر من عمرها فما فوق 97.9 ذكر.
بلغ متوسط دخل الأسرة في القرية 42,378 دولارًا، أما متوسط دخل العائلة فبلغ 48,269 دولارًا. وكان متوسط دخل الذكور 40,694 دولارًا مقابل 21,875 دولارًا للإناث. وسجل دخل الفرد الخاص بالقرية 20,023 دولارًا. وكانت نسبة 7.3% من العائلات ونسبة 10.7% من السكان تحت خط الفقر، وكان من هؤلاء نسبة 17.2% تحت سن الثامنة عشر ونسبة 7.5% في الخامسة والستين من العمر وما فوق.

### تعداد عام 2010
بلغ عدد سكان جونز كريك 2,020 نسمة بحسب تعداد عام 2010، وبلغ عدد الأسر 726 أسرة وعدد العائلات 537 عائلة مقيمة في القرية. في حين سجلت الكثافة السكانية 307 نسمة لكل كيلومتر مربع (795.1/ميل2). وبلغ عدد الوحدات السكنية 812 وحدة بمتوسط كثافة قدره 123.4 لكل كيلومتر مربع (319.6/ميل2).
وتوزع التركيب العرقي للقرية بنسبة 86.93% من البيض و1.83% من الأمريكيين الأفارقة و0.50% من الأمريكيين الأصليين و0.35% من الأمريكيين ذوي الأصول الآسيوية و8.22% من الأعراق الأخرى و2.18% من عرقين مختلطين أو أكثر و26.63% من الهسبانيون أو اللاتينيون من أي عرق.
بلغ عدد الأسر 726 أسرة كانت نسبة 35.4% منها لديها أطفال تحت سن الثامنة عشر تعيش معهم، وبلغت نسبة الأزواج القاطنين مع بعضهم البعض 59% من أصل المجموع الكلي للأسر، ونسبة 8.5% من الأسر كان لديها معيلات من الإناث دون وجود شريك، بينما كانت نسبة 6.5% من الأسر لديها معيلون من الذكور دون وجود شريكة وكانت نسبة 26% من غير العائلات. تألفت نسبة 22% من أصل جميع الأسر من عدة أفراد يعيشون في نفس المنزل ونسبة 9.5% كانت تتألف من شخص يعيش بمفرده يبلغ من العمر 65 عاماً أو أكثر. وبلغ متوسط حجم الأسرة المعيشية 2.78، أما متوسط حجم العائلات فبلغ 3.25.
بلغ العمر الوسطي للسكان 38.8 عاماً. وكانت نسبة 26.5% من القاطنين تحت سن الثامنة عشر، وكانت نسبة 8% بين الثامنة عشر والرابعة والعشرين عاماً، ونسبة 22.7% كانت واقعةً في الفئة العمرية ما بين الخامسة والعشرين والرابعة والأربعين عاماً، ونسبة 27.8% كانت ما بين الخامسة والأربعين والرابعة والستين، ونسبة 15% كانت ضمن فئة الخامسة والستين عاماً فما فوق. وتوزع التركيب الجنسي للسكان بنسبة 51.3% ذكور و48.7% إناث.